# 鹿児島交通
鹿児島交通株式会社（かごしまこうつう）は、鹿児島県・宮崎県の都城地域を営業エリアとするバス事業を主力とする事業者である。鹿児島・種子島・屋久島の交通・観光事業者各社とともに「いわさきグループ」を構成している。
また、前身である南薩鉄道株式会社（なんさつてつどう）の設立から1984年3月17日まで鉄道事業も行っており、枕崎線（1984年廃止）、知覧線（1965年廃止）、万世線（1962年廃止）の2つの鉄道路線を所有していた。

## 概要
2006年4月に大幅な路線再編が発表され、自治体（鹿児島県や県内各市町村）から補助金が出ていない赤字バス路線、いわさきグループ全体で208路線323系統から撤退することが発表された。同年5月に廃止届が提出され、同年11月8日に325系統のうち160系統が廃止された。
近年はグループ内における事業統合の受け皿となっており、2016年にいわさきバスネットワーク（旧：林田バス）よりバス事業を譲受、2018年に三州自動車よりバス事業を譲受しているほか、2019年に鴨池・垂水フェリーを吸収合併している。

### 年表

南薩鉄道

薩南中央鉄道

## 歴史

### 旧鹿児島交通の発足まで
- 1913年7月 - 南薩鉄道株式会社設立。
- 1914年4月1日 - 南薩鉄道 伊集院 - 伊作間を開業
- 1916年10月22日 - 南薩鉄道線 加世田 - 大崎町間開業
- 1923年7月22日 - 薩南中央鉄道株式会社設立
- 1927年6月1日 - 薩南中央鉄道 阿多 - 薩摩川辺間開業
- 1943年（昭和18年）
  - 4月 - 三州自動車を設立（鹿児島県曽於郡末吉町(現・曽於市末吉町)）
  - 4月2日 - 南薩鉄道が薩南中央鉄道を吸収合併。
  - 10月：屋久島バス（後の屋久島交通）設立。
- 1950年（昭和25年）7月 - 奄美陸運（後の奄美交通）設立。
- 1952年（昭和27年）
  - 8月 - 種子島交通を設立。
  - 10月 - 種子島交通が種子島自動車商会を合併する。
- 1953年（昭和28年）3月 - 三州自動車本社を曽於郡末吉町（現・曽於市末吉町）から鹿児島市山下町171に移転する。
- 1955年（昭和30年）4月 - 佐多岬観光開発事業を開始する。
- 1962年（昭和37年）1月15日 - 鉄道線 加世田 - 薩摩万世間廃止
- 1963年（昭和38年）8月 - 佐多岬ロードパークの営業を開始する。

### 旧鹿児島交通
- 1964年（昭和39年）9月 - 三州自動車が鹿児島交通へ会社名を変更し、南薩鉄道を合併する。
- 1965年（昭和40年）
  - 9月 - 鹿児島交通本社を鹿児島市山下町9-5に移転。
  - 11月15日 - 知覧線を廃止
- 1966年（昭和41年）4月 - 佐多観光を設立する。
- 1984年（昭和59年）3月17日 - 鉄道線 伊集院駅-枕崎駅を廃止し、鉄道部門を廃止する[1]。
- 2001年4月1日 - いわさきグループに属する種子島交通・屋久島交通・鹿児島空港リムジン・南海郵船・鹿児島商船・山川水産研究所と合併し、いわさきコーポレーションとなる。

### 新鹿児島交通
- 2004年4月1日 - いわさきコーポレーションの鹿児島市周辺、薩摩半島内の一般路線バス事業を分離し、新組織による（新）鹿児島交通株式会社が発足。
- 2005年4月 - いわさきICカード導入。
- 2006年
  - 4月6日 - 同年10月または11月に、自治体から補助金が出ていない赤字バス路線から撤退すると発表[3]。
  - 5月8日 - 上記バス路線（いわさきグループ全体で208路線323系統[2]）の廃止届を提出[3]。
- 11月8日 - 上記バス路線325系統（いわさきグループ全体）のうち160系統が廃止。ただし廃止された系統のうち7割ほどは統廃合やコミュニティバス化などで実質的に維持された[2][4]。
- 2008年12月15日 - 鹿児島市中心部のバス路線の1区間運賃を180円から150円に値下げ。
- 2014年4月1日 - 消費税増税(5%→8%)に伴い、鹿児島市中心部のバス路線の1区間運賃を150円から160円に値上げ。
- 2015年8月31日 - 山形屋バスセンター廃止。
- 2016年3月30日 - いわさきバスネットワークからすべてのバス事業を譲り受け、いわさきバスネットワークは解散消滅。
- 2018年4月1日 - 三州自動車からすべてのバス事業を譲り受け、三州自動車は解散消滅。
- 2019年3月1日 - 鴨池・垂水フェリーを吸収合併。
- 2020年
  - 1月15日 - 全県で1日約400便の減便を実施。うち6路線は全廃。
  - 4月1日 - 鹿児島市営バス39路線のうち20路線を民間移譲に伴い、20路線のうち半分の10路線を当社に譲受され継承（残り10路線は南国交通が引き継ぐ）。
- 2025年（令和7年）
  - 4月1日 - ダイヤ改正を実施予定[5]。29番線を新設予定[5]。枕崎 - 鹿児島空港など6系統を廃止する[6]。

## 営業所・バスターミナル

### 営業所
下記の6営業所を拠点として営業している。
下記のうち、☆は旧いわさきバスネットワーク・★は旧三州自動車の営業所。
- 鹿児島営業所
  - 鹿児島市浜町120-8
- 加世田営業所
  - 南さつま市加世田武田18605
- 指宿営業所
  - 指宿市湊1丁目3-2
- ☆川内営業所
  - 薩摩川内市御陵下町3081
- ☆国分営業所
  - 霧島市国分福島3丁目586-3
- ★鹿屋営業所
  - 肝属郡肝付町富山904-2

### 主なバスターミナル
- 鹿児島中央駅前
  - 事実上バスターミナルとして扱われている。市内線の多くが経由する。
- 鹿児島本港（高速船ターミナル）
  - 2009年4月にいづろ高速バスセンターより移転
- 金生町 - バスターミナルではないが、実質的に鹿児島市内路線の多くが乗り入れる。
  - かつては当バス停近くに山形屋バスセンターが存在し、市内線のほか枕崎線や大隅線など多数の一般路線バスが発着していたが、2015年8月31日をもって閉鎖され、バスセンターから発着していた全路線が当バス停からの発着に変更された。
- 加世田バスターミナル（加世田ステーション）
  - 鹿児島市内からの準急バス・枕崎線代替バスなどが乗り入れる[8]。
- 枕崎駅前
  - 鹿児島市内からの特急バスやなんてつ線などが発着する[9]。

## バス事業

### 長距離高速バス
現在は下記2路線を運行している。1980年代末期から1990年代初頭においては複数の路線を持っていたが、のちに廃止またはいわさきグループのバス路線網再編等によって長距離高速バスの運行からはすべて撤退し、そのうちの福岡線で鹿児島交通運行分は系列会社（南九州バスネットワーク → 鹿児島交通観光バス）に移管していたが、2016年3月30日に同じ系列会社だったいわさきバスネットワーク（旧・林田バス）の会社清算に伴う同社運用分を当社が譲り受けた事により、事実上運行再開した形となった（鹿児島交通観光バスも引き続き運行）。
- 鹿児島 - 福岡線『桜島号』(西鉄天神高速バスターミナル-鹿児島中央駅・鹿児島本港)
  - 鹿児島交通観光バス・南国交通・JR九州バス・西日本鉄道との共同運行

- 鹿児島 - 熊本線『きりしま号』(西部車庫・熊本桜町バスターミナル-鹿児島本港)
  - 南国交通・九州産交バスとの共同運行

### 短距離高速バス
鹿児島県内完結の2路線を運行している。
- せんだい号
  - 鹿児島市内から南九州西回り自動車道を経由して薩摩川内市内を結ぶ路線[10]。
- こしきじま号
  - 鹿児島市内から南九州西回り自動車道を経由し串木野港を結ぶ路線。甑島方面のフェリーに連絡する[10]。

### 一般路線バス
2004年4月の新組織発足以来、鹿児島市周辺および薩摩半島全域を営業エリアとしていたが、2016年3月30日以降は旧いわさきバスネットワークの営業エリアにも拡大し、2018年4月1日以降は旧三州自動車の営業エリア拡大によって、大隅半島全域もカバーしている。

#### 運行している市町村
2018年4月1日現在。
- 鹿児島市
- 日置市
- 枕崎市
- 指宿市
- 南さつま市
- 南九州市
- 薩摩川内市
- いちき串木野市
- 霧島市（旧福山町・横川町を除く全域）
- 薩摩郡さつま町
- 姶良市
- 鹿屋市
- 垂水市
- 肝属郡
- 志布志市
- 宮崎県都城市

### 鹿児島市内
鹿児島市西南部（谷山・皇徳寺・星ヶ峯）を主な運行エリアとする。
| 系統 番号 | 路線名                   | 起点                     | 経由地                                                                               | 終点                           | 備考                                             |
| --------- | ------------------------ | ------------------------ | ------------------------------------------------------------------------------------ | ------------------------------ | ------------------------------------------------ |
| 《61-1》  | ☆健康の森公園            | 鹿児島駅                 | 金生町・天文館・鹿児島中央駅・中草牟田・下伊敷・河頭中前・入佐・公園入口             | 健康の森公園・都市農業センター | 都市農業センターは休日のみ運行                   |
| 《61-1》  | ☆健康の森公園            | 鹿児島駅                 | 金生町・天文館・鹿児島中央駅・中草牟田・下伊敷・河頭中前・入佐集会所                 | 健康の森公園・都市農業センター | 都市農業センターは休日のみ運行                   |
| 《61-1》  | ☆健康の森公園            | 鹿児島駅                 | 金生町・天文館・鹿児島中央駅・中草牟田・下伊敷・河頭中前・久木田・                   | 健康の森公園・都市農業センター | 都市農業センターは休日のみ運行                   |
| 【65-2】  | 伊敷NT - 鴨池港          | 鴨池港                   | 県庁前・騎射場・高見馬場・加治屋町・中草牟田・下伊敷・伊敷町                         | 伊敷NT東                       |                                                  |
| 【72】    | ☆塚田                    | 金生町                   | 天文館・中草牟田・下伊敷・犬迫・荒磯三文字                                           | 塚田                           |                                                  |
| 【75】    | 永吉団地                 | 鹿児島駅前               | 金生町・天文館・中草牟田・永吉団地入口・親和会館前                                   | 西之迫公園                     | 小型車両による運行                               |
| 【75】    | 常安団地                 | 葛山                     | 坂元・常安団地・たてばば・岩崎谷・金生町・天文館・中草牟田・永吉団地入口・親和会館前 | 西之迫公園                     | 小型車両による運行、親和会館付近はフリー乗降区間 |
| 〔76〕    | ☆市立病院前 - 上之原団地 | 市立病院前               | 鹿児島中央駅・天文館・金生町・岩崎谷                                                 | 上之原団地                     | 小型車両による運行                               |
| 〔76〕    | ☆市立病院前 - 上之原団地 | 上之原団地               | 岩崎谷・金生町・天文館・鹿児島中央駅                                                 | 市立病院前                     | 小型車両による運行                               |
| （特急）  | 大学病院特急             | 大学病院                 | ノンストップ                                                                         | 高速船ターミナル               | トッピー接続                                     |
| 《深夜》  | 紫原・桜ヶ丘             | ドルフィンポート         | 金生町・天文館・鹿児島中央駅・天神中央・紫原                                         | 桜ヶ丘団地                     | 割増料金を適用                                   |
| 《- 》    | 森山団地                 | かごしま水族館・鹿児島駅 | 金生町・天文館・鹿児島中央駅・天神中央・大牧・田上団地・森山団地                     | 西紫原中学校                   |                                                  |
| （- ）    | ☆新村 - 河頭中           | 新村                     | チェスト館・横井・犬迫小前・久木田                                                   | 河頭中前                       |                                                  |

| - 【 】の系統は鹿児島中央駅を経由しない。 - 《 》の系統は鹿児島中央駅を経由。 - （ ）の系統は鹿児島市内中心部（中央駅西口・都通り・鹿児島中央駅 - 鹿児島駅前間および高見馬場 - 交通局前間の電車通りの各停留所・かごしま水族館・北埠頭・南埠頭・ドルフィンポート・高速船ターミナル）には乗り入れない。 - 〈 〉の系統は鹿児島中央駅起終点で中心部（天文館・金生町方面）へは行かない - 〔 〕の系統は鹿児島中央駅起終点で中心部（天文館・金生町方面）を経由する - かごしま水族館発着便はの一部北埠頭・南埠頭・ドルフィンポート発着も含む。 - かごしま水族館発着便は2番線のみ鹿児島駅前を経由する。 - 今まで、鹿児島市内のバスにも、主に市中心部 - 農村部中心に無番があったが、市中心部系統や鴨池港系統は、かなりの誤乗が発生したため、一部を除き、系統番号が付いた（但し、郊外線（特急・準急・県内都市間路線）を除く）。 - 太字停留所は当停留所始発・終着便あり - 太字停留所は経由地 - ★印の停留所は一部便が経由 - ☆印の系統は鹿児島市コミュニティバス（廃止代替路線）として運行。 |

| 種別・系統番号 | 路線名                                      | 起点                   | 経由地 | 終点                                 | 備考                                  |
| --- | ------------------------------------------- | ---------------------- | --- | ------------------------------------ | ------------------------------------- |
| 【1】 | 県庁・谷山・平川線                          | 鹿児島駅前             | 金生町・天文館・騎射場・県庁前・谷山駅前・坂之上・動物園入口・平川                                                                                                 | 平川星和台                           | [ * 1 ] [ ** 1 ] [ 注 2 ]             |
| 【2】 | 谷山・動物園線                              | 水族館前・鹿児島駅前   | 金生町・天文館・騎射場・郡元・脇田・谷山電停・谷山駅前・坂之上・影原・動物園入口                                                                                   | 動物園                               | [ * 2 ] [ ** 2 ]                      |
| 《3》 | 西紫原線                                    | 市役所前               | 金生町・天文館・鹿児島中央駅・柳田通り・天神寺之下・天神ヶ瀬戸・紫原中央・日之出町・南港・★オプシア前・鶴ヶ崎橋                                                    | 鴨池港                               | [ * 2 ] [ ** 3 ] [ *** 1 ]            |
| 《4》 | イオン・卸団地・慈眼寺線                    | 鹿児島駅前             | 金生町・天文館・鹿児島中央駅・騎射場・郡元・脇田・産業道路・イオンモール鹿児島・谷山臨海大橋・卸本町中央・交通安全教育センター前・坂之上                           | 慈眼寺団地                           | [ * 2 ] [ ** 4 ]                      |
| 《5》 | 卸団地・七ッ島線                            | 金生町                 | 天文館・鹿児島中央駅・騎射場・郡元・脇田・谷山電停・産業道路・卸本町中央・交通安全教育センター前・★谷山港                                                          | 七ツ島1丁目                          | [ * 2 ] [ ** 5 ]                      |
| 【6】 | 公園・慈眼寺団地線                          | 金生町                 | 天文館・騎射場・郡元・脇田・谷山電停・谷山駅前・大御堂・★生協病院前・慈眼寺公園前                                                                                  | 慈眼寺団地                           | [ * 1 ] [ ** 6 ]                      |
| 【6-2】 | 公園・慈眼寺団地線                          | 市役所前               | 金生町・天文館・甲東中学校前・騎射場・郡元・脇田・谷山電停・谷山駅前・大御堂・慈眼寺公園前                                                                         | 慈眼寺団地                           | [ * 1 ] [ ** 7 ] [ *** 1 ]            |
| 【6-3】 | 県庁・慈眼寺団地線                          | 鹿児島駅前             | 金生町・天文館・新屋敷・天保山・与次郎1丁目・市民文化ホール前・県庁前・鴨池新町・鶴ヶ崎橋・脇田・谷山電停・谷山駅前・大御堂・慈眼寺公園前                          | 慈眼寺団地                           | [ * 1 ] [ ** 8 ] [ *** 1 ]            |
| 【7】 | 坂之上・慈眼寺団地線                        | 金生町                 | 天文館・騎射場・郡元・脇田・谷山電停・谷山駅前・坂之上・国際大学前・星和台第1公園前                                                                                | 慈眼寺団地                           | [ * 2 ] [ ** 9 ]                      |
| 【8】 | 波之平・希望ヶ丘線                          | 金生町                 | 天文館・騎射場・郡元・脇田・笹貫・薬師堂・竹ノ迫・希望ヶ丘・中山団地中央・中山校前                                                                                 | ふれあいスポーツランド               | [ * 2 ] [ ** 10 ]                     |
| 《10》 | 紫原・武町線                                | 高齢者福祉センター伊敷 | 玉江小前・鹿児島アリーナ前・城西公園前・鶴丸高校前・西田本通★鹿児島中央駅西口・天神寺之下・天神ヶ瀬戸・紫原・永仮入口                                              | 広木農協前                           | [ * 1 ] [ ** 11 ] [ ** 12 ] [ *** 1 ] |
| 《10》 | 紫原・武町線                                | 広木農協前             | 永仮入口・紫原・天神ヶ瀬戸・天神寺之下・鹿児島中央駅西口・鶴丸高校前・城西公園前・鹿児島アリーナ前・玉江橋                                                         | 高齢者福祉センター伊敷               | [ * 1 ] [ ** 11 ] [ ** 12 ] [ *** 1 ] |
| 《11》 | 広木・中山線                                | 鹿児島駅前             | 金生町・天文館・鹿児島中央駅・柳田通り・田上寺ノ下・広木農協前・山田・中山農協前・南高校前・谷山駅前・谷山電停                                                     | イオンモール鹿児島                   | [ * 2 ] [ * 3 ] [ ** 13 ]             |
| 《12》 | 天保山線                                    | 市役所前               | 金生町・★ぼさど・天保山・甲南高校前・鹿児島中央駅・西田本通・城西公園前・鹿児島アリーナ前                                                                          | ハートピアかごしま                   | [ * 2 ] [ ** 14 ] [ ** 15 ] [ *** 1 ] |
| 《12》 | 天保山線                                    | ハートピアかごしま     | 鹿児島アリーナ前・城西公園前・西田本通・鹿児島中央駅・甲南高校前・天保山・★大門口・★新町・金生町                                                                   | 市役所前                             | [ * 2 ] [ ** 14 ] [ ** 15 ] [ *** 1 ] |
| 【14】 | 脇田・大学病院線                            | 金生町                 | 天文館・騎射場・郡元・脇田・大学病院前・ショッピングセンター前・桜ヶ丘4丁目                                                                                        | 桜ヶ丘東口                           | [ * 1 ] [ ** 16 ]                     |
| 【15】 | 東紫原線                                    | 水族館前・市役所前     | 金生町・天文館・甲東中学校前・騎射場・市営プール前・郡元・一本桜                                                                                                   | 紫原・西紫原中学校前・西紫原中学校下 | [ * 2 ] [ ** 17 ] [ *** 1 ]           |
| 《15-2》 | 東紫原線（鹿児島中央駅経由）                | 市役所前               | 金生町・天文館・鹿児島中央駅・市立病院前・中郡陸橋・一本桜 | 紫原                                 | [ * 2 ] [ ** 18 ] [ *** 1 ]           |
| 【15-3】 | 東紫原線（広木農協前）                      | 市役所前               | 金生町・天文館・甲東中学校前・騎射場・市営プール前・郡元・一本桜・紫原・永仮入口                                                                                   | 広木農協前                           | [ * 2 ] [ ** 19 ] [ *** 1 ]           |
| 【16】 | 県庁・鴨池港線（大門口経由）                | 鹿児島駅前・金生町     | 大門口・騎射場・県庁前 | 鴨池港                               | [ * 1 ] [ * 4 ] [ ** 20 ]             |
| 《17》 | 広木・桜ヶ丘団地線                          | 鹿児島駅前             | 金生町・天文館・鹿児島中央駅・柳田通り・田上寺ノ下・広木農協前・桜ヶ丘北口・桜ヶ丘南・★大学病院前・桜ヶ丘5丁目                                                     | 桜ヶ丘東口                           | [ * 2 ] [ ** 21 ]                     |
| 《18》 | 大学病院線（桜ヶ丘循環）                    | 市役所前               | 金生町・天文館・鹿児島中央駅・鹿大正門前・中郡陸橋・一本桜・紫原・永仮入口・桜ヶ丘東口・桜ヶ丘5丁目・★大学病院前・桜ヶ丘南・桜ヶ丘北口・桜ヶ丘東口・（往路と同じ） | 市役所前                             | [ * 2 ] [ ** 22 ] [ *** 1 ]           |
| 《19》 | 紫原・桜ヶ丘団地線                          | 鹿児島駅前             | 金生町・天文館・鹿児島中央駅・★市立病院・鹿大正門前・中郡陸橋・一本桜・紫原・永仮入口・桜ヶ丘東口・桜ヶ丘北口・桜ヶ丘南・★大学病院前                               | 桜ヶ丘5丁目                          | [ * 2 ] [ ** 23 ]                     |
| 《20》 | 山田・星ヶ峯線                              | 鹿児島駅前             | 金生町・天文館・鹿児島中央駅・柳田通り・田上寺ノ下・広木農協前・山田・大河内・星ヶ峯みなみ台中央・星ヶ峯県営住宅前・星ヶ峯4丁目                                    | 星ヶ峯NT                             | [ * 1 ] [ ** 24 ]                     |
| 《20-1》 | 山田・星ヶ峯線（鹿児島中央駅経由）          | 鴨池港                 | 県庁前・騎射場・鹿児島中央駅・柳田通り・田上寺ノ下・広木農協前・山田・星ヶ峯東・星ヶ峯4丁目                                                                        | 星ヶ峯NT                             | [ * 1 ] [ ** 25 ]                     |
| （20-2） | 山田・星ヶ峯線（サンエール経由）            | 星ヶ峯NT               | 星ヶ峯4丁目・星ヶ峯東・山田・広木農協前・田上寺ノ下・柳田通り・甲南高校前・騎射場・県庁前                                                                          | 鴨池港                               | [ * 1 ] [ ** 26 ]                     |
| （21） | 大園・星ヶ峯NT線                            | イオンモール鹿児島     | 谷山電停・谷山駅前・南高校前・中山農協前・山田・星ヶ峯中央公園前・星ヶ峯県営住宅前・星ヶ峯4丁目                                                                    | 星ヶ峯NT                             | [ * 2 ] [ * 3 ] [ ** 27 ]             |
| 【23】 | 県庁・鴨池港線                              | 鹿児島駅前             | 金生町・天文館・騎射場・県庁前 | 鴨池港                               | [ * 2 ] [ ** 28 ]                     |
| 【特急23】 | 県庁・鴨池港線（シーサイドブリッジ経由）    | 鹿児島駅前             | シーサイドブリッジ・海釣り公園前・農協会館前 | 鴨池港                               | [ * 1 ] [ 注 3 ]                      |
| 《25》 | 山田・皇徳寺NT線                            | 鹿児島駅前             | 金生町・天文館・鹿児島中央駅・柳田通り・天神寺之下・天神ヶ瀬戸・広木農協前・山田・大河内・皇徳寺ロータリー・皇徳寺西公園前                                         | 皇徳寺郵便局前                       | [ * 2 ] [ ** 29 ]                     |
| 《26》 | 唐湊線                                      | 鹿児島新港・水族館前   | 金生町・天文館・鹿児島中央駅・市立病院前・唐湊 | 唐湊福祉館前                         | [ * 2 ] [ ** 30 ] [ *** 1 ]           |
| 《27》 | 田上団地・星ヶ峯線                          | 鹿児島駅前             | 金生町・天文館・鹿児島中央駅・柳田通り・田上寺ノ下・田上団地・広木駅・星ヶ峯中央公園前・星ヶ峯県営住宅前・星ヶ峯4丁目                                              | 星ヶ峯NT                             | [ * 2 ] [ ** 31 ]                     |
| 《27-2》 | 田上団地・星ヶ峯線（星ヶ峯東経由）          | 鹿児島駅前             | 金生町・天文館・鹿児島中央駅・柳田通り・田上寺ノ下・田上団地・広木駅・星ヶ峯東・星ヶ峯中央公園前・星ヶ峯県営住宅前・星ヶ峯4丁目                                    | 星ヶ峯NT                             | [ * 2 ] [ ** 32 ]                     |
| 《28》 | スカイライン・皇徳寺NT線                    | 鹿児島駅前             | 金生町・天文館・鹿児島中央駅・柳田通り・武岡TN・指宿スカイライン・大河内・皇徳寺ロータリー・皇徳寺西公園前                                                         | 皇徳寺郵便局前                       | [ * 1 ] [ ** 33 ]                     |
| 《29》 | 紫原・桜ヶ丘・星ヶ峯NT線                    | 金生町                 | 天文館・鹿児島中央駅・法文学部前・附属小学校前・中郡陸橋・一本桜・紫原・永仮入口・桜ヶ丘東口・桜ヶ丘北口・山田・星ヶ峯南・星ヶ峯4丁目                              | 星ヶ峯NT                             | [ * 1 ] [ ** 34 ]                     |
| 〈32〉 | 県庁・鴨池港線 （騎射場・県庁経由）         | 鹿児島中央駅           | 騎射場・県庁前 | 鴨池港                               | [ * 1 ] [ ** 35 ]                     |
| 《32-1》 | 与次郎・鴨池港線                            | 鹿児島駅前・金生町     | 天文館・鹿児島中央駅・新屋敷・天保山・与次郎1丁目・市民文化ホール前・海づり公園前・農協会館前                                                                      | 鴨池港                               | [ * 2 ] [ * 4 ] [ ** 36 ]             |
| （34） | 鴨池港 - 桜ヶ丘東口                         | 鴨池港                 | 鶴ヶ崎橋・脇田・大学病院前・桜ヶ丘南・ショッピングセンター前・桜ヶ丘4丁目                                                                                          | 桜ヶ丘東口                           | [ * 1 ] [ ** 37 ]                     |
| （34-1） | 鴨池港 - 星ヶ峯NT                           | 鴨池港                 | 鶴ヶ崎橋・脇田・大学病院前・桜ヶ丘南・ショッピングセンター前・桜ヶ丘北口・山田・星ヶ峯東・星ヶ峯4丁目                                                              | 星ヶ峯NT                             | [ * 1 ] [ ** 38 ]                     |
| （35） | 鴨池港 - 皇徳寺小学校前                     | 鴨池港                 | 鶴ヶ崎橋・脇田・笹貫・奥・中山団地中央・皇徳寺郵便局前・皇徳寺ロータリー・皇徳寺西公園前                                                                           | 皇徳寺小学校前                       | [ * 1 ] [ ** 39 ]                     |
| （37） | イオンモール鹿児島 - 星ヶ峯NT               | イオンモール鹿児島     | 谷山電停・谷山駅前・薬師堂・竹ノ迫・中山校前・山田・星ヶ峯中央公園前・星ヶ峯県営住宅前・星ヶ峯4丁目                                                                | 星ヶ峯NT                             | [ * 2 ] [ ** 40 ]                     |
| （39） | イオンモール鹿児島 - 春山東・皇徳寺小学校前 | イオンモール鹿児島     | 谷山電停・谷山駅前・薬師堂・奥・中山団地中央・皇徳寺郵便局前・皇徳寺ロータリー・皇徳寺西公園前                                                                     | 春山東・皇徳寺小学校前               | [ * 2 ] [ * 3 ] [ ** 41 ]             |
| （41） | 紫原3丁目 - 武岡台高校                      | 紫原3丁目              | 紫原中央・天神ヶ瀬戸・前ヶ迫・ノンストップ | 武岡台高校                           | [ * 1 ] [ ** 42 ] [ *** 1 ]           |
| （直行） | ニュータウン中央 - 南鹿児島駅前             | ニュータウン中央       | ノンストップ | 南鹿児島駅前                         | [ * 1 ]                               |
| ダイヤにおける注釈 1. 2. 3. 4. |                                             |                        | |                                      |                                       |
| バス停留所における注釈 1. 2. 3. 4. 5. 6. 7. 8. 9. 10. 11. 12. 13. 14. 15. 16. 17. 18. 19. 20. 21. 22. 23. 24. 25. 26. 27. 28. 29. 30. 31. 32. 33. 34. 35. 36. 37. 38. 39. 40. 41. 42. |                                             |                        | |                                      |                                       |
| 移管・民間譲渡における注釈 1. |                                             |                        | |                                      |                                       |

| - 【 】の系統は鹿児島中央駅を経由しない。 - 《 》の系統は鹿児島中央駅を経由。 - （ ）の系統は鹿児島市内中心部（中央駅西口・都通り・鹿児島中央駅 - 鹿児島駅前間および高見馬場 - 交通局前間の電車通りの各停留所・かごしま水族館・北埠頭・南埠頭・ドルフィンポート・高速船ターミナル）には乗り入れない。 - 太字停留所は当停留所始発・終着便あり。 - ★印の停留所は一部便が経由 |

### 郊外線
鹿児島県の南部をカバーしている。大隅地域は一時大隅交通ネットワーク→三州自動車に移管していた（詳細は各項目を参照のこと）。

#### 特急・急行・県内都市間バス
鹿児島から枕崎・加世田方面への3路線を運行している。
また、鹿児島市内から指宿・枕崎など南薩地方の主要都市を結ぶ。すべて各停留所停車。
| 種別・系統番号                              | 路線名         | 起点   | 経由地 | 終点           | 備考                               |
| 特急                                        | 特急           | 特急   | 特急 | 特急           | 特急                               |
| ------------------------------------------- | -------------- | ------ | --- | -------------- | ---------------------------------- |
| 《特急》                                    | 川辺・枕崎     | 金生町 | 天文館・鹿児島中央駅・騎射場・脇田・谷山駅前・坂之上・影原・鏡石湯・広瀬橋・川辺・永田・勝目麓・庭月野・鹿篭 | 枕崎           | [ * 1 ] [ ** 1 ]                   |
| 直行                                        |                |        | |                |                                    |
| 《直行》                                    | 加世田・枕崎   | 金生町 | 天文館・鹿児島中央駅・加世田 | 枕崎           | [ * 1 ] [ * 2 ] [ * 3 ] [ 注 4 ]   |
| 《直行》                                    | 鹿屋           | 金生町 | 天文館・鹿児島中央駅・騎射場・県庁前・鴨池・垂水フェリー・垂水港・鹿屋体育大前・白水・航空隊前・鹿屋・寿中央・東団地前 | 東笠之原       | [ * 1 ] [ * 4 ] [ ** 2 ] [ *** 1 ] |
| SP特急                                      |                |        | |                |                                    |
| 《SP特急》                                  | 大坂・加世田   | 金生町 | 天文館・鹿児島中央駅・錫山入口・大坂・上中津野・阿多 | 加世田         | [ * 5 ]                            |
| 準急                                        |                |        | |                |                                    |
| 《準急》                                    | 伊作・加世田   | 金生町 | 天文館・鹿児島中央駅・騎射場・郡元・脇田・笹貫・谷山駅前・南高校前・伊作峠・藤元農協前・東本町・伊作・尾下・阿多 | 加世田         | [ * 1 ] [ ** 3 ]                   |
| 普通                                        |                |        | |                |                                    |
| 《普通》                                    | 川辺高校・枕崎 | 金生町 | 天文館・鹿児島中央駅・騎射場・郡元・脇田・谷山駅前・坂之上・影原・鏡石湯・広瀬橋・川辺高校・永田・勝目麓・庭月野・鹿篭・枕崎中前 | 枕崎           | [ * 1 ] [ ** 4 ]                   |
| 《普通》                                    | 知覧           | 金生町 | 天文館・鹿児島中央駅・騎射場・郡元・脇田・谷山駅前・坂之上・影原・動物園入口・平川・平川星和台・手蓑・小田代・武家屋敷入口・知覧 | 特攻観音入口   | [ * 1 ] [ ** 5 ]                   |
| 《普通》                                    | 指宿・山川     | 金生町 | 天文館・鹿児島中央駅・騎射場・郡元・脇田・谷山駅前・坂之上・影原・動物園入口・平川・瀬々串・中名駅前・喜入・前之浜局前・生見農協前・岩本・宮ヶ浜・田口田・指宿駅前・砂むし会館前・指宿いわさきホテル・山川駅前・山川桟橋・山川郵便局・ヘルシーランド | たまて箱温泉   | [ * 1 ] [ ** 6 ]                   |
| 【普通】                                    | 伊作           | 金生町 | 大門口・騎射場・郡元・脇田・谷山駅前・南高校前・伊作峠・藤元農協前・東本町 | 伊作・さつま湖 | [ * 6 ] [ * 7 ] [ ** 7 ]           |
| ダイヤにおける注釈 1. 2. 3. 4. 5. 6. 7.     |                |        | |                |                                    |
| バス停留所における注釈 1. 2. 3. 4. 5. 6. 7. |                |        | |                |                                    |
| 移管・民間譲渡における注釈 1.               |                |        | |                |                                    |

| - 【 】の系統は鹿児島中央駅を経由しない。 - 《 》の系統は鹿児島中央駅を経由。 |

#### 県内都市間路線
鹿児島市内から指宿・枕崎など南薩地方の主要都市を結ぶ。すべて各停留所停車。
| 種別・系統番号・路線名 | 起点   | 主な経由地                                                     | 終点   | 備考 |
| ---------------------- | ------ | -------------------------------------------------------------- | ------ | ---- |
| 【71】伊集院           | 金生町 | 天文館・中草牟田・下伊敷・犬迫・チェスト館・新村・清藤・向江町 | 伊集院 |      |

| - 太字は一部便の起終点停留所 - 伊作・加世田線（鹿児島 - 加世田間）はすべて『準急』で運行 |

#### 地方ローカル路線
地方中心地から各集落等を結ぶローカル路線があり、通勤、通学、買い物、通院など地元の足となっている。
| 種別・路線名                       | 起点                           | 主な経由地 | 終点               | 備考 |
| ---------------------------------- | ------------------------------ | --- | ------------------ | --- |
| 【なんてつ号】田之野経由           | 伊集院高校                     | 伊集院・上日置・日置・吉利・永吉十文字・吹上浜・伊作・苙岡・尾下・阿多・加世田・上加世田・内山田・田之野・干河・津貫・上津貫・久木野・鹿篭                                                                         | 枕崎駅             | 旧鹿児島交通南薩線廃止代替バス |
| 【なんてつ号】石堂経由             | 伊集院高校                     | 伊集院・上日置・日置・吉利・永吉十文字・吹上浜・伊作・苙岡・尾下・阿多・加世田・上加世田・内山田・石堂・干河・津貫・上津貫・久木野・鹿篭                                                                           | 枕崎駅             | 旧鹿児島交通南薩線廃止代替バス |
|                                    | 伊集院                         | 上日置・日置・吉利・永吉麓・川久保・永吉十文字・花熟里・中津入口 | 伊作               | |
|                                    | 加世田                         | 川畑・高倉・西永田・田部田・川辺・広瀬橋・小野・城ヶ崎・高校前 | 知覧               | 旧鹿児島交通知覧線廃止代替バス |
|                                    | 加世田                         | 舞敷野・勝目西・永田・田部田・川辺・広瀬橋・小野・城ヶ崎・高校前 | 知覧               | |
| 笠沙                               | 加世田                         | 旭通り・唐仁原・慰霊塔下・万世学校前・小湊農協・大浦・笠沙高校跡・赤生木・黒瀬入口・片浦・大当・高崎山・大崩・笠沙恵比寿                                                                                           | 野間池             | |
| 笠沙                               | 加世田                         | 旭通り・唐仁原・慰霊塔下・県営住宅・薩南病院・万世学校前・小湊農協・大浦・笠沙高校跡・赤生木・黒瀬入口・片浦・大当・高崎山・大崩・笠沙恵比寿                                                                       | 野間池             | |
| 笠沙                               | 加世田                         | 旭通り・唐仁原・慰霊塔下・万世学校前・小湊農協・大浦・笠沙高校跡・赤生木・黒瀬入口・黒瀬中央・杜氏の里笠沙・木場・野間池駐在所                                                                                     | 野間池             | |
| 笠沙                               | 加世田                         | 旭通り・唐仁原・慰霊塔下・万世学校前・小湊農協・大浦・福元・大木場・柴内・笠沙高校跡・赤生木・黒瀬入口・片浦・大当・高崎山・大崩・笠沙恵比寿                                                                       | 野間池             | |
| 大木場循環                         | 加世田                         | 旭通り・唐仁原・慰霊塔下・万世学校前・小湊農協・大浦・西福寺・福元・大木場・柴内・西福寺・（往路と同じ） | 加世田             | |
| 薩南病院                           | 加世田                         | 陣・益山小前・畦杭・海浜温泉 | 薩南病院           | |
| 浦之名循環                         | 加世田                         | 阿多麓・花瀬・白川・河前・浦之名・いなほ館・上中津野・阿多・万ノ瀬橋 | 加世田             | 右回り・左回りあり |
| 坊津方面循環                       | 枕崎駅                         | 中央通り・花渡橋・立神・大塚・芽野・清原・輝津館前・中坊・上ノ坊・粟ヶ野・（往路と同じ） | 枕崎駅             | 右回り・左回りあり |
| 坊津                               | 枕崎駅                         | 中央通り・花渡橋・立神・大塚・粟ヶ野・上ノ坊・中坊・輝津館前・泊・福祉センター・丸木浜・平尾・久志 | 今岳               | |
|                                    | 枕崎駅                         | 中央通り・枕崎中前・鹿篭・湯穴・道野農協支所・中山・金山入口 | 金山               | |
|                                    | 枕崎駅                         | 虚空蔵・遠見番・板敷・薩摩別府・ウェルフェア九州病院・白沢・中塩屋・松ヶ浦・西大川 | 東大川             | 旧JR九州バス山川線（国鉄バスより継承）、東大川にて大半の便が東行き（なのはな館行き）に接続している。 |
|                                    | 枕崎駅                         | 測候所下・中央通り・木原・かくれ念仏入口・中原・山崎・真茅・大隣・垂水・塗木・霜出・知覧中前・特攻観音入口・中郡                                                                                                   | 知覧               | |
|                                    | （知覧）武家屋敷入口           | 知覧・特攻観音入口・堤之原・小田代入口・一倉小前・弓指・喜入駅東・喜入・前之浜局前・生見駅・今和泉・宮ヶ浜・田口田・秋元・指宿駅・砂蒸し会館                                                                       | 指宿いわさきホテル | 道の駅喜入を経由 |
|                                    | 知覧                           | 法務局・永里・枦場・浮辺・加治佐・青戸・種子尾・青戸・只角・牧渕別府・赤崎・春向・頴娃高校・頴娃農協 | 頴娃               | 大半は知覧 - 只角間の区間運転 |
| のったりおりたりマイプラン         | エコキャンプ場（知林ヶ島入口） | なのはな館・白水館入口・指宿駅・砂むし会館・指宿いわさきホテル・山川駅・山川桟橋・ヘルシーランド入口・たまて箱温泉・フラワーパークかごしま・長崎鼻・開聞温泉・川尻小学校前・開聞麓・開聞駅・枚聞神社・京田・唐船峡 | 池田湖             | ※指宿市内の主要観光地を結ぶ路線。平日１日３往復，土日祝日１日２往復。 |
| のったりおりたりマイプラン         | 開聞駅                         | 開聞登山口・開聞麓・川尻校前・開聞温泉・フラワーパークかごしま・長崎鼻・徳光・東大山・鰻入口・山川高校前・井手方・山川駅・山川桟橋                                                                                 | 山川               | 旧JR九州バス山川線（国鉄バスより継承） |
| のったりおりたりマイプラン（一部） | なのはな館                     | 市役所前・弥次ヶ湯・指宿駅・砂蒸し会館・指宿いわさきホテル・山川駅・井手方・山川高校前・鰻入口・東大山・利永・枚聞神社・開聞駅・物袋・鬼口・頴娃・西頴娃・御領・矢越峠・石垣・水成川・大川                         | 東大川             | 東大川にて大半の便が西行き（枕崎行き）に接続している。2014年頃から唐船峡への乗り入れを中止したが、通常車体では通行困難な箇所があることが理由。 なのはな館～物袋までが，のったりおりたりマイプランの対象区間。 |

| - 一部の便は太字停留所が起終点となっている。 |

地方ローカル線には通学輸送に特化しつつ一般客乗車を認めているスクール路線も運行している。
| 路線名                 | 起点     | 主な経由地                                                                               | 終点       | 備考                     |
| ---------------------- | -------- | ---------------------------------------------------------------------------------------- | ---------- | ------------------------ |
| 川辺高校スクール       | 加世田   | 下村・轟・永田・田部田中通り                                                             | 川辺高校   | スクール運行             |
| 加世田高校スクール     | 加世田   | 加世田大橋・加世田高校・舞敷野・勝目西・永田・田部田・川辺・広瀬橋・小野・城ヶ崎・高校前 | 知覧       |                          |
| 加世田高校スクール     | 加世田   | 加世田大橋                                                                               | 加世田高校 | スクール運行             |
| 常潤高校スクール       | 加世田   | 上加世田                                                                                 | 常潤高校   | スクール運行             |
| 枕崎高校スクール       | 枕崎駅   | 病院前                                                                                   | 枕崎高校   | スクール運行             |
| 枕崎・川辺高校スクール | 枕崎高校 | 鹿篭・庭月野・大丸校・勝目麓・永田・川辺高校・広瀬橋・田代・仁之野                       | 鏡石湯     | スクール運行（夏季運行） |
| ★福山高校スクール      | 福山高校 | 上之段・検校橋・広瀬・浜之市・清水                                                       | 小浜       | スクール運行             |

| - ※備考欄の“スクール運行”表示の路線については学校休校日運休が基本。ただし、学校行事等により運行に変更がある場合があるため、利用の場合は運行状況の確認が必要である。 - ※表以外にもスクール路線を数多く運行しているが、この場合は学生専用のため、一般の利用はできない。 |

#### 空港連絡バス
鹿児島空港から鹿児島県内の各方面へ9系統を運行している。
- えあぽーと まくらざき

| 種別                  | 起点       | 主な経由地           | 終点   | 備考 |
| --------------------- | ---------- | -------------------- | ------ | ---- |
| えあぽーと まくらざき | 鹿児島空港 | 高速道・伊作・加世田 | 枕崎駅 |      |

| - 【途中停車停留所】鹿児島空港・藤元農協・伊作(東本町)・金峰支所・加世田・内山田下・上津貫・枕崎駅 |

2025年2月1日廃止予定。
- えあぽーと いぶすき

| 種別                | 起点       | 主な経由地                 | 終点               | 備考             |
| ------------------- | ---------- | -------------------------- | ------------------ | ---------------- |
| えあぽーと いぶすき | 鹿児島空港 | 高速道・喜入・今和泉・指宿 | 指宿いわさきホテル | 2024年4月1日改正 |

| - 【途中停車停留所】鹿児島空港・伊敷・市民体育館・平川・瀬々串・中名駅・喜入・前之浜局前・生見農協・今和泉・田口田・指宿駅 |

#### コミュニティバス
沿線の各自治体の委託を受けてコミュニティバスの運行を行っている。詳細は各項目参照
- 鹿児島市コミュニティバス （鹿児島市）…あいばす（谷山・喜入・伊敷西部・谷山北部・谷山南部・郡山地区）を担当
- イッシーバス （指宿市）
- 南さつま市コミュニティバス （南さつま市）
- ひまわりバス （南九州市）
- 鹿屋市コミュニティバス （鹿屋市）

#### 定期観光バス
かつては数多くの定期観光バスを運行していたが現在は1コースのみ運行している。
| コース名         | 起点   | 主な観光地点                                                                                             | 終点       | 所要時間 | 予約 | 備考       |
| ---------------- | ------ | --- | ---------- | -------- | ---- | ---------- |
| 指宿・知覧コース | 天文館 | 鹿児島中央駅・指宿駅・長崎鼻・フラワーパークかごしま・開聞岳・池田湖・知覧武家屋敷・鹿児島中央駅・天文館 | 鹿児島空港 | 10時間   | 不要 | 運行休止中 |

### 廃止・撤退路線・系統、経路変更路線・系統

#### 長距離高速バス
以下の路線は過去に運行していた路線のみ記す。2016年3月30日以降いわさきバスネットワークより譲り受け事実上運行再開した路線は除く。
| 名称                       | 起点   | 終点                           | 共同運行会社     | 備考                                                                               |
| -------------------------- | ------ | ------------------------------ | ---------------- | ---------------------------------------------------------------------------------- |
| 『トワイライト神戸号』     | 鹿児島 | 神戸（阪神三宮・甲子園・尼崎） | 産交・阪神       | 産交の単独運行に変更。2010年10月限りで運行休止。阪神の愛称は「サラダエクスプレス」 |
| 『南洲号』                 | 鹿児島 | 京都（四条河原町・祇園）       | 南国・林田・京交 | 路線自体廃止                                                                       |
| 『錦江湾号』               | 鹿児島 | 名古屋（名鉄バスセンター）     | 南国・林田・名鉄 | 路線自体廃止                                                                       |
| 『隼人号』                 | 鹿児島 | 北九州（小倉・砂津）           | 南国・林田・西鉄 | 路線自体廃止                                                                       |
| 『トロピカル号（大阪線）』 | 鹿児島 | 大阪（あべの・なんば・梅田）   | 近鉄             | 近鉄の単独運行に変更。2016年9月限りで運行休止。                                    |
| 『トロピカル号（大分線）』 | 鹿児島 | 大分（要町・トキハ前）         | 大分             | 大分の単独運行に変更。2018年3月限りで運行休止。                                    |

| - 共同運行会社は運行終了時点の会社名を表記 - 南国＝南国交通、林田=林田バス（のちのいわさきバスネットワーク）、産交＝九州産交バス、阪神＝阪神電鉄バス（現阪神バス）、京交＝京都交通（現京阪京都交通）、名鉄＝名鉄バス、西鉄＝西日本鉄道、近鉄＝近鉄バス、大分＝大分バス |

#### 一般路線バス
2006年11月のいわさきグループ路線改変により不採算路線が大幅整理されたが、このほかにも路線の廃止や縮小、経路変更、コミュニティー路線への移管が行われている
| | 種別                       | 起点                     | 主な経由地                                                                                               | 終点                   | 備考     |
| --- | -------------------------- | ------------------------ | --- | ---------------------- | -------- |
| ★ | エアポートリムジン         | 鹿児島空港               | 知覧・川辺                                                                                               | 加世田                 |          |
| | 【特急】                   | 山形屋BC                 | 谷山・伊作                                                                                               | 加世田                 | [ * 1 ]  |
| ★ |                            | 山形屋BC                 | 谷山・伊作                                                                                               | 加世田                 | [ * 2 ]  |
| ★ | 【スーパー特急】           | 山形屋BC                 | 西回り自動車道                                                                                           | 伊集院                 |          |
| | 【スーパー特急】           | 山形屋BC                 | 天文館・鹿児島中央駅・南薩横断道路・加世田                                                               | 枕崎                   |          |
| | 【特急】                   | 山形屋BC                 | 谷山・伊作・加世田                                                                                       | 野間池                 | [ * 3 ]  |
| |                            | 山形屋BC                 | 谷山・伊作・加世田                                                                                       | 野間池                 | [ * 4 ]  |
| | 【特急】                   | 山形屋BC                 | 谷山・喜入                                                                                               | 指宿・山川             | [ * 5 ]  |
| ★ |                            | 山形屋BC                 | 下伊敷・犬迫・伊集院                                                                                     | 永吉麓                 | [ * 6 ]  |
| ★ |                            | 山形屋BC                 | 大坂・尾下                                                                                               | 加世田                 | [ * 7 ]  |
| ★ |                            | 枕崎駅                   | 東大川・開聞・長崎鼻・山川駅                                                                             | 山川港                 | [ * 8 ]  |
| ★ |                            | 大坂                     | 助代・上和田・苙岡                                                                                       | 伊作                   |          |
| ★ |                            | 枕崎駅                   | 垂水・霜出・知覧                                                                                         | 山形屋BC               | [ * 9 ]  |
| ★ |                            | 枕崎駅                   | 大隣・松山                                                                                               | 石垣                   |          |
| ★ |                            | 枕崎駅                   | 下山・垂水・霜出                                                                                         | 知覧                   | [ * 10 ] |
| ★ |                            | 枕崎駅                   | 下山・永山・松久保・霜出                                                                                 | 知覧                   |          |
| ★ |                            | 知覧                     | 永里・霜出・菊永・松山                                                                                   | 白沢                   |          |
| ★ |                            | 知覧                     | 永里・堂園                                                                                               | 西大川                 |          |
| ★ |                            | 知覧                     | 永里・種子尾・小田代                                                                                     | 道の駅喜入             | [ * 11 ] |
| ★ |                            | 頴娃                     | 青戸・種子尾・小田代                                                                                     | 道の駅喜入             |          |
| ★ |                            | 川辺                     | 古殿・下里                                                                                               | 神殿                   |          |
| ★ |                            | 伊集院                   | 恋の原                                                                                                   | 市薗                   |          |
| ★ |                            | 伊作                     | | 湯之元                 | [ * 12 ] |
| ★ |                            | 山形屋BC                 | 皇徳寺・春山東・扇尾校                                                                                   | 伊作                   | [ * 13 ] |
| ★ | 【26】                     | 鹿児島駅                 | 皇徳寺・炭床・宮園                                                                                       | 星ヶ峯                 | [ * 14 ] |
| | のったりおりたりマイプラン | 指宿駅                   | いわさきホテル・山川・長崎鼻・池田湖・スカイライン・武家屋敷                                             | 知覧・特攻観音         |          |
| | 〔150〕                    | 鹿児島中央駅             | 天文館・いづろ・金生町・市役所前・ドルフィンポート                                                       | 高速船ターミナル       | [ * 15 ] |
| | 《30》                     | 鹿児島駅前               | 金生町・天文館・鹿児島中央駅・田上・西陵1丁目                                                            | 西郷団地（西陵7丁目）  |          |
| | （30-1）                   | 鴨池港                   | 県庁前・騎射場・田上・西陵1丁目                                                                          | 西郷団地（西陵7丁目）  |          |
| | 《31》                     | 鹿児島駅前               | 金生町・天文館・鹿児島中央駅・（武岡トンネル）・西陵1丁目                                                | 西郷団地（西陵7丁目）  |          |
| | （31-1）                   | 鴨池港                   | 県庁前・騎射場・（武岡トンネル）・西陵1丁目                                                              | 西郷団地（西陵7丁目）  |          |
| | 高速『メモリーライン』     | 指宿いわさきホテル       | 鹿児島中央駅・九州自動車道・鹿児島空港                                                                   | 霧島いわさきホテル     |          |
| | 《13》                     | 鹿児島駅前               | 金生町・天文館・鹿児島中央駅・田上・谷山駅前・騎射場・天文館・金生町                                     | 鹿児島駅前             |          |
| | 《22》                     | 鹿児島駅前               | 金生町・天文館・鹿児島中央駅・田上・紫原                                                                 | オプシア               |          |
| | （29）                     | イオンモール鹿児島       | 谷山電停・谷山駅・ふれあいスポーツランド・（指宿スカイライン）・大河内・皇徳寺西公園前                   | 皇徳寺NT（皇徳寺五区） |          |
| | 〈32-2〉                   | 鹿児島中央駅             | 都通り・サンエールかごしま・騎射場・市民文化ホール前                                                     | 県庁前                 |          |
| | 《33》                     | かごしま水族館・鹿児島駅 | 金生町・天文館・鹿児島中央駅・田上・田上団地・星ヶ峯東・星ヶ峯西                                         | 星ヶ峯NT（西営業所）   |          |
| | （36）                     | イオンモール鹿児島       | 谷山電停・谷山駅前・薬師堂・奥・中山団地・山田・星ヶ峯3丁目                                              | 星ヶ峯NT（西営業所）   |          |
| | （40）                     | イオンモール鹿児島       | 谷山電停・谷山駅前・薬師堂・希望ヶ丘・中山団地・桜ヶ丘団地                                               | 大学病院・桜ヶ丘東口   |          |
| | 【9】                      | 市役所前                 | 金生町・天文館・甲東中学校前・騎射場・郡元・南港・日之出町・紫原3丁目                                    | 紫原                   |          |
| | 《28-1》                   | 鴨池港                   | 県庁前・鹿児島中央駅・柳田通り・武岡TN・指宿スカイライン・大河内・皇徳寺ロータリー・皇徳寺西公園前       | 皇徳寺郵便局前         |          |
| | （28-2）                   | 皇徳寺郵便局前           | 皇徳寺西公園前・皇徳寺ロータリー・大河内・指宿スカイライン・武岡TN・柳田通り・甲南高校前・騎射場・県庁前 | 鴨池港                 |          |
| | 【72】                     | 金生町                   | 天文館・中草牟田・下伊敷・犬迫・荒磯三文字                                                               | 塚田                   |          |
| 廃止や縮小、経路変更、コミュニティー路線への移管における注釈 1. 2. 3. 4. 5. 6. 7. 8. 9. 10. 11. 12. 13. 14. 15. |                            |                          | |                        |          |

| - ★印は2006年のいわさきグループの路線改変により廃止・路線改定（短縮・分割・経路変更）された路線 - 備考欄に特記なしの場合は路線・系統自体完全廃止 - 廃止路線の中にはコミュニティー路線として存続している路線もある。 |

### コミュニティバス
- 日置市コミュニティバス （日置市）…日吉地区・吹上地区を担当していた。

## 乗車カード
乗車カードとしていわさきICカードを導入しており、いわさきグループ以外の鹿児島県内各事業者が導入しているRapiCa（ラピカ）と相互利用が可能である。全国相互利用ICカードとは相互利用・片利用ともに不可能である。

## 車両
2022年2月28日時点にて608台を保有している。

### 路線バス
2000年以来自社導入車が存在していない。中古購入車両が大半を占めている。

### 高速バス・空港連絡バス
ユニバースが増備されている。また、枕崎・鹿屋・指宿方面などの空港連絡バスには東京空港交通からの移籍車両が相次いで導入されている。（三菱ふそう・エアロエース　日産ディーゼル・スペースアロー　等）。

## 船舶事業
鹿児島市にある鴨池港から大隅半島にある垂水港を結ぶ路線を運営している。

## 鉄道事業
伊集院 - 枕崎間の枕崎線をはじめ2路線を運営していたが、1984年3月を最後にすべて廃止されている。詳細は各項目を参照。
- 鹿児島交通枕崎線（南薩線）
- 鹿児島交通知覧線

## 関連会社
いわさきグループ各社
- 中核企業
  - 岩崎産業
- 中間持株会社
  - いわさきコーポレーション
- バス事業者
  - 鹿児島交通観光バス
  - 三州自動車（解散済）
  - いわさきバスネットワーク（解散済）
  - 種子島・屋久島交通
- 船舶事業者
  - 鹿児島商船